# Heinz Itzerott
Karl Heinz Itzerott (geb. 12. Dezember 1912 in Mücheln; gest. 12. November 1983 in Grünstadt) war ein deutscher Naturwissenschaftler.

## Leben
Heinz Itzerott war der Sohn des Ingenieurs Walter Itzerott und dessen Ehefrau Marie. Sein Vater wurde während des Ersten Weltkriegs 1915 bei Kämpfen nahe dem nordfranzösischen Arras schwer verwundet und starb wenig später. Seine Mutter starb 1918 bei einer großen Grippeepidemie in Dessau. Heinz Itzerott war somit seit dem Ende des fünften Lebensjahres Vollwaise und verbrachte Kindheit und Jugend bei der verwandten Arztfamilie von Richard Nagel in Rehau. Nach vier Jahren an der dortigen Volksschule besuchte er die Oberrealschule in Hof bis zum Abitur 1932.
Danach studierte Heinz Itzerott Biologie und Chemie an der Universität Erlangen und der Universität München. Er promovierte im Jahr 1936 magna cum laude zum Dr. rer. nat. bei Julius Schwemmle an der Universität Erlangen über Untersuchungen zum Wasserhaushalt von Prasiola Crispa. Gemeinsam mit Karl Mägdefrau hielt Heinz Itzerott an der Erlanger Universität im Wintersemester 1934/35 ein Seminar mit Vorträgen und Exkursionen über den deutschen Wald.
Am 26. Februar 1938 heiratete er seine ehemalige Klassenkameradin Emmi, geb. Fischer. Am 10. Dezember 1940 wurde die Tochter Brigitte geboren. Während des Zweiten Weltkriegs wurde Heinz Itzerott zeitweise zur Wehrmacht einberufen und mehrfach unabkömmlich gestellt. Das Wohnhaus der Familie in der Corneliusstraße nahe dem Gärtnerplatz in München wurde am 13. Juli 1944 durch amerikanische Bomben komplett zerstört.

## Beruf
Nach beruflichem Beginn bei der Landesanstalt für Pflanzenbau und Pflanzenschutz in München 1936 wurde Heinz Itzerott stellvertretender Leiter des Pflanzenschutzamtes der Landesbauernschaft Bayern. Seine Dienststelle wurde während des Zweiten Weltkriegs nach Boos im Allgäu ausgelagert. Am 13. Juli 1945 wurde Heinz Itzerott durch die amerikanische Militärregierung vom Dienst suspendiert. In der Folgezeit verrichtete er gelegentlich Hilfsarbeiten in der Landwirtschaft z. B. bei der Bestimmung von Schädlingen. Außerdem entwickelte er ein Nebeldüsenspritzgerät für den Einsatz in Landwirtschaft und Obstbau, für das er ein deutsches Reichspatent erhielt.
Am 1. April 1949 erfolgte ein beruflicher Neuanfang bei der Pflanzenschutzfirma C. F. Spiess & Sohn in Kleinkarlbach. Heinz Itzerott baute dort die Biologische Abteilung auf und wurde deren Leiter. 1968 wurde er Prokurist des Unternehmens. Während seiner Zeit bei der Fa. Spiess erhielt er auch ein oder mehrere amerikanische Patente. Zum Jahresende 1977 ging er in den Ruhestand, blieb der Firma aber beratend verbunden. Im Übrigen erteilte er wegen Lehrermangels einige Jahre Biologieunterricht am Leininger-Gymnasium in Grünstadt.

## Forschung zu Libellen und Pilzen – Odonatologie und Mykologie
Während seiner Freizeit und nach seiner Pensionierung beschäftigte sich Heinz Itzerott zunächst mit Großlibellen (Odonaten), die er im jeweiligen Biotop fotografierte, aber niemals fing. Seine Diasammlungen waren in Fach- und Kollegenkreisen bekannt und geschätzt. Er schrieb zahlreiche Veröffentlichungen, zum Teil zusammen mit in- und ausländischen Kollegen, darunter Gerhard Jurzitza und Alois Bilek. Er hielt Diavorträge im Rahmen von Naturschutzprojekten und arbeitete mit an der Roten Liste Libellen Rheinland-Pfalz. Heinz Itzerott engagierte sich auch im BUND und bemühte sich vor allem um die Unterschutzstellung gefährdeter Gebiete.
Nachdem Heinz Itzerott die Serie der in Europa lebenden Großlibellen fast vollkommen bearbeitet hatte, forschte er zu Ascomyzeten, besonders der Gattung Octospora. Auch auf diesem Gebiet verfasste er zahlreiche Veröffentlichungen, meist mit Fotos und Zeichnungen, die im In- und Ausland erschienen. Er forschte und publizierte gemeinsam mit Richard William George Dennis, Mykologe an den Royal Botanic Gardens (Kew), London, und Roy Kristiansen, Redakteur der Mykologischen Zeitschrift AGARICA in Torp, Norwegen, sowie Peter Döbbeler vom Institut für Systematische Botanik in München und Josef Poelt aus Graz. Eine von ihm beschriebene neue Art erhielt zu seinen Ehren den Namen Octospora itzerottii.

## Veröffentlichungen (Auswahl)
- Heinz Itzerott: Praktische Schädlingsbekämpfung im Gemüsebau. ca. 1950.
- H. Itzerott: Eine seltene Libelle in der Pfalz - Somatochlora arctica. In: Pfälzer Heimat. Nr. 10, 1959.
- H. Itzerott: Die Libellenfauna der Pfalz. In: Pollichia. 3. Reihe, Bd. 8, 1961.
- H. Itzerott: Interessante Libellen der Gewässer um Roxheim. Frankenthal einst und jetzt. Nr. 3, 1963.
- H. Itzerott: Die Verbreitung und Herkunft der Pfälzer Großlibellen. In: Mitteilungen der Pollichia. 126 III. Reihe, 12 1965.
- H. Itzerott, M. Niehuis, M. Weitzel: Rote Liste der bestandsgefährdeten Libellen (Odonata) in Rheinland-Pfalz (Stand April 1983) in: Ministerium für Soziales, Gesundheit und Umwelt (Hrsg.) Mainz 1985.
- R. W. G. Dennis, H. Itzerott: Octospora and Inermisia in Western Europe. In: Kew Bulletin. Band 28, Nr. 1, 1973.
- H. Itzerott: The genus Octospora and an attempt to solve its taxonomic problems. In: Kew Bulletin. Band 31, 1977.
- Itzerott, H. (1912–1983) Lichenologist, Mycologist, Author of Octospora alpestris (Sommerf.). Dennis& Itzerott 1973. Lamprospora retispora (Itzerott & Thate) T. Schumach, Norsk Polarinstitut,1

Nach dem Tod von Heinz Itzerott 1983 übernahm das Pfalzmuseum für Naturkunde in Bad Dürkheim einen Großteil seiner Diasammlung. Heinz Itzerotts Pilzherbarium befindet sich in der Universität München. Es handelt sich dabei vornehmlich um Octospora aus Rheinland-Pfalz. Das Herbarium ist inventarisiert unter der Nummer 4341.